# بیا با من
بیا با من فیلمی به کارگردانی مهدی ودادی و نویسندگی منعم اصل سعیدی‌پور ساختهٔ سال ۱۳۷۱ است.

## بازیگران
- مجید مظفری
- عباس جهانبخش
- امیرحسین خان شهری
- عزت اله رمضانی فر
- علی زاهدی
- حمید طالقانی
- سامان افتخاری
- اشمیت گانسر
- مایکل کخ
- سیروس کهوری نژاد
- فرخ صحبتی
- پرویز افتخاری
- علی جهانبخش
- سیدعباس موسوی
- محمدرضا دودانگه
- ساسان فشمی
- محمد شمشیری
- مسعود زبردست
- هیلگوتی اسماعیل
- اتهاری کوراج
- بید هاروچ
- چینه ماگار
- مانی موراآرش
- آرپالا باپو